# Anton Grünn
Anton Grünn (* 11. Juni 1787 in Wien; † 31. Dezember 1865 ebenda) war ein österreichischer Stadtbaumeister.

## Leben
Anton Grünn war der Sohn des Hausmeisters und Zimmermannsgesellen Johann Baptist Grünn und dessen Frau Klara, geborene Schulz. Er heiratete 1813 Maria Magdalena Bartl, wobei in der Trauungsmatrik zu lesen ist, dass Grünn zuvor in Tyrnau als Maurer und Stadtbaumeister tätig gewesen sein soll – eine Information, die sich sonst nicht belegen lässt. Jedenfalls erhielt er 1828 in Wien die Baumeisterkonzession, wurde Bürger von Wien und in die Bau- und Steinmetzmeister-Genossenschaft aufgenommen. In der Folge führte er 30 Jahre lang ein erfolgreiches Bauunternehmen nach dem Tod von Alois Hildwein als Witwenbetrieb weiter, mit dem er sowohl Entwürfe anderer Architekten ausführte, als auch Umbauten an vielen bestehenden Gebäuden vornahm und auch nach eigenen Entwürfen baute.

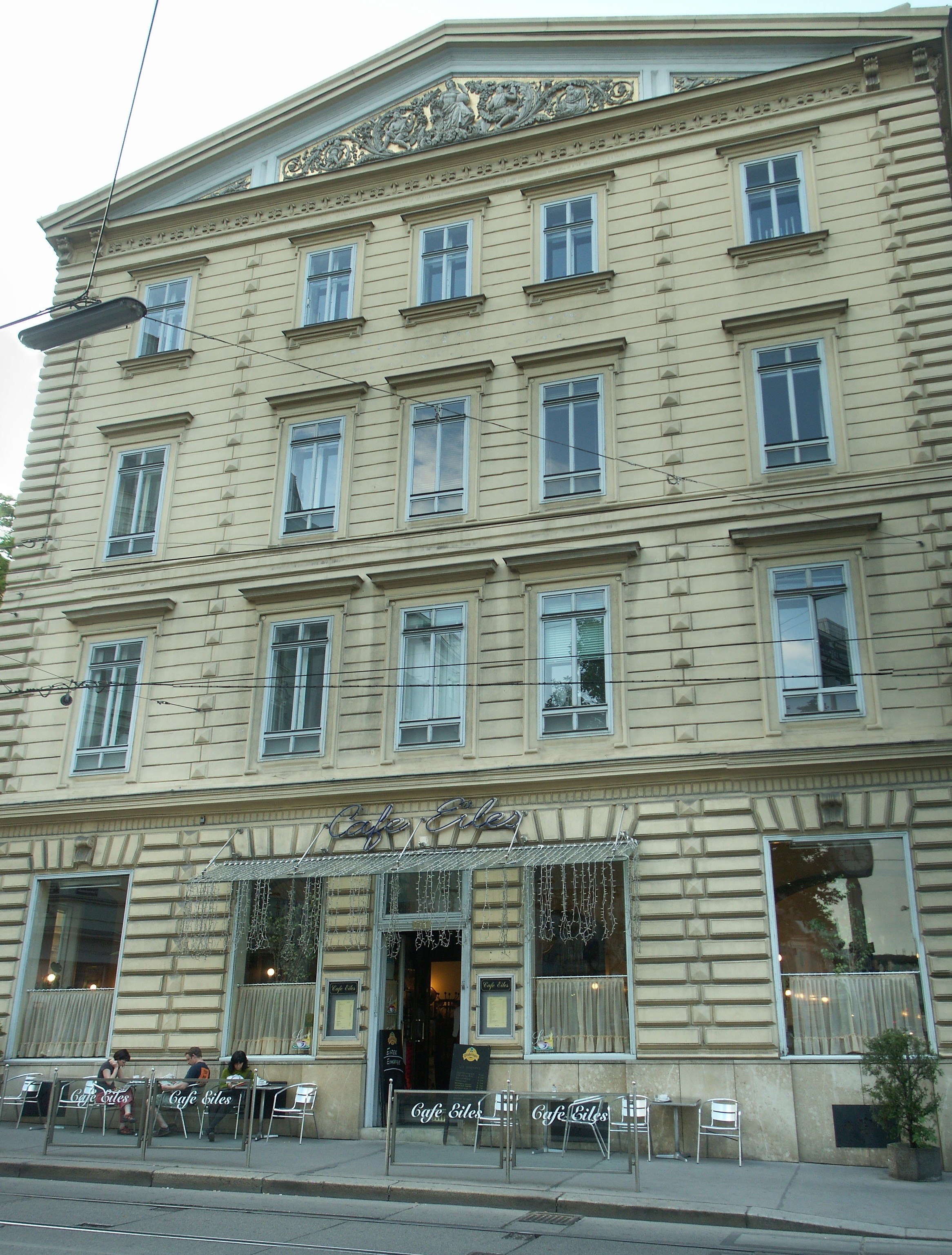
Haus mit Café Eiles (1839)

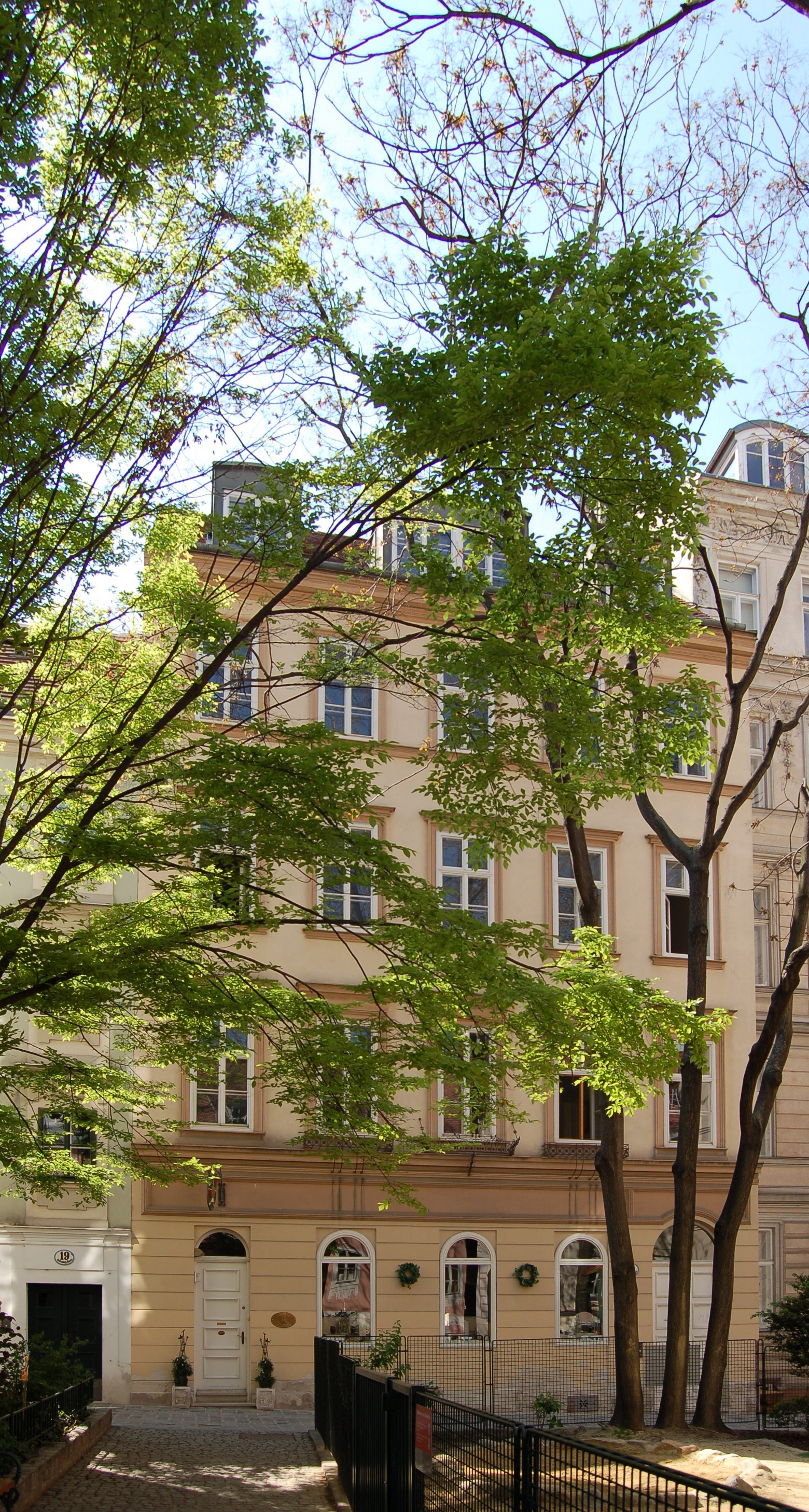
Zum weißen Stern (1839)

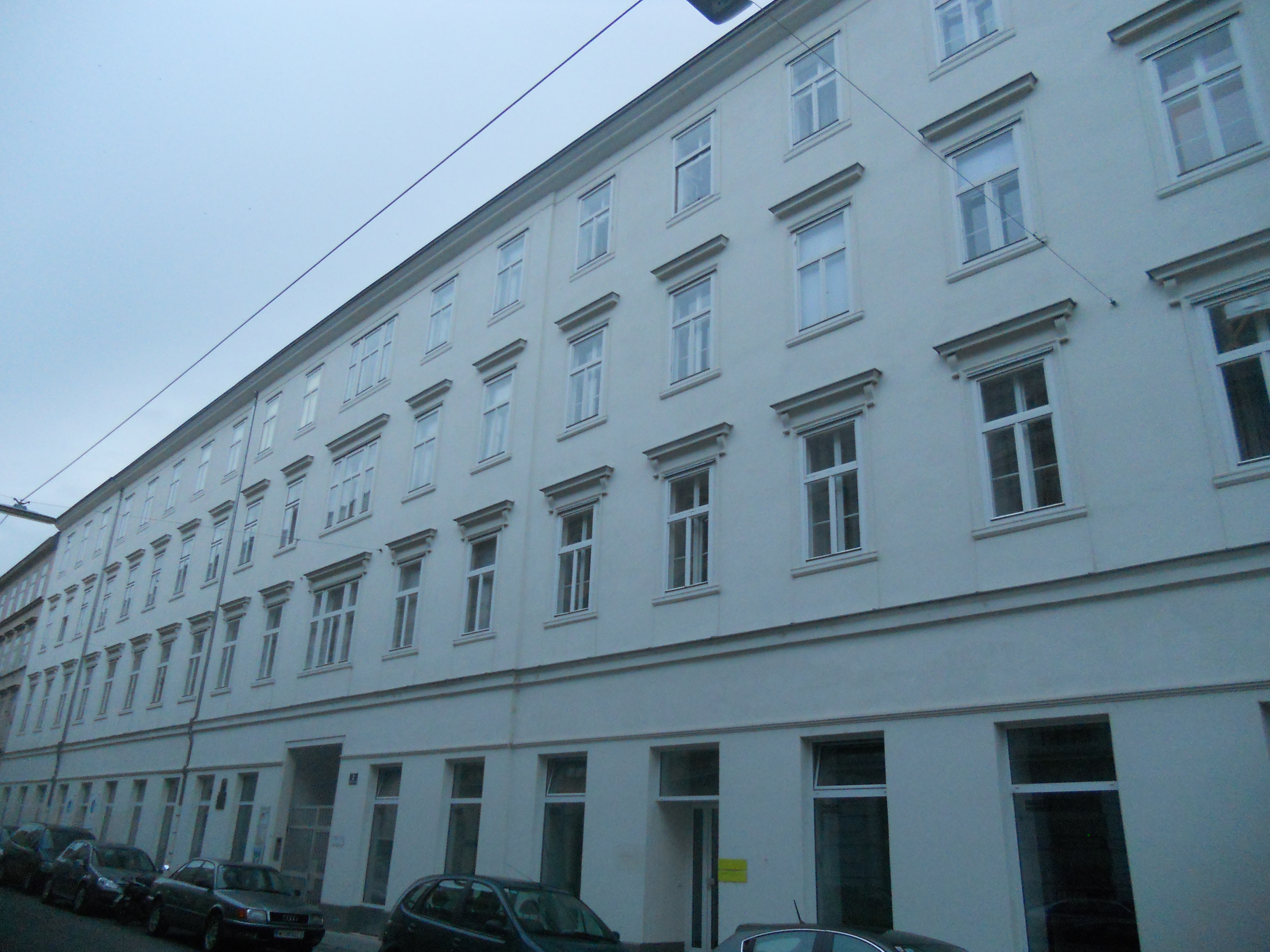
Miethaus Zur Heumühle, Schönbrunner Straße 2 (1844)

## Werk
Anton Grünn war einer der meistbeschäftigten Baumeister in der Zeit des Vormärz in Wien und seinen Vorstädten. Er beschäftigte sich fast ausschließlich mit dem Bau von Miethäusern, die er ohne große künstlerische Ansprüche, dem Gebot der Zeit gemäß, in einfacher und kostengünstiger Weise als Nutzbauten errichtete.
- Miethaus, Wien 1, Blumenstockgasse 1 / Rauhensteingasse 1 / Weihburggasse 6 (1828)
- Miethaus, Wien 1, Göttweihergasse 2 / Spiegelgasse 9 / Seilergasse 10 (nicht ausgeführte Pläne von Jakob Hainz) (1828–1830)
- Miethaus, Wien 5, Heumühlgasse 17 / Rechte Wienzeile 35 (Fassade abgeschlossen) (1829)
- Miethaus, Wien 5, Wehrgasse 30 (Fassade abgeschlossen) (1830)
- Wohnhaus, Wien 5, Wehrgasse 26 (1830)
- Miethaus, Wien 7, Siebensterngasse 3 (1831)
- Miethaus „Zum Pilger“, Wien 5, Mittersteig 22 / Ziegelofengasse 8a (1831)
- ehemaliges Palais Dobner-Dobenau / Palais Hohenlohe, Wien 4, Theresianumgasse 33 (Straßen- und rechter Hoftrakt; später Umgestaltung und Neufassadierung) (1831–1832)
- Haus „Zum goldenen Faßl“, Wien 4, Wiedner Hauptstraße 94 / Nikolsdorfer Gasse 2 (1974 demoliert) (1833)
- Klavierfabrik und Wohngebäude „Streicherhof“, Wien 3, Ungargasse 27 (später mehrere Erweiterungen und Veränderungen) (1836)
- Miethaus „Zu den 7 Sternen“, Wien 1, Sterngasse 2 / Judengasse 9 (1837–1838)
- Miethaus „Zum weißen Stern“, Wien 7, Gutenberggasse 21 (1839)
- Miethaus mit Café Eiles, Wien 8, Lenaugasse 2 / Josefstädter Straße 2 / Landesgerichtsstraße 1 (1839)
- Miethäuser, Wien 8, Lenaugasse 14 / Schmidgasse 6 (1839)
- Miethaus, Wien 8, Lenaugasse 16 (1839)
- Miethaus, Wien 8, Lenaugasse 18 / Tulpengasse 5 (1839)
- Miethaus, Wien 2, Weintraubengasse 19 / Rotensterngasse 30 (1841)
- Miethaus, Wien 2, Lilienbrunngasse 8 (nicht erhalten) (1841)
- Miethaus, Wien 4, Goldeggasse 21 (1841)
- Miethaus, Wien 2, Obere Donaustraße 51 (nicht erhalten) (1842)
- Miethaus, Wien 9, Beethovengasse 6–8 (1842)
- Miethaus, Wien 1, Landhausgasse 4 / Minoritenplatz 6 (1843)
- Miethäuser, Wien 3, Eslarngasse 26 und 28 (1843)
- Miethaus, Wien 4, Heumühlgasse 18 (1843)
- Miethaus, Wien 4, Wiedner Hauptstraße 37 (Umgestaltung des 1775 erbauten Hauses) (1843)
- Miethaus, Wien 8, Laudongasse 10 (1843)
- Freiherrlich Kirchbergsches Stiftungshaus, Wien 8, Laudongasse 2–4 / Schlösselgasse 17 (1844)
- Miethaus, Wien 8, Laudongasse 6 (1846 Änderungen von Reymund) (1844)
- Miethaus „Zum Belvedere“, Wien 4, Karolinengasse 12 / Mommsengasse 11 (vor 2002 demoliert) (1844)
- Miethaus, Wien 4, Favoritenstraße 27–27a / Karolinengasse 35 (1844)
- Wohnhaus, Wien 4, Karolinengasse 38 (durch Bomben zerstört) (1844)
- Miethaus „Zur Heumühle“, Wien 4, Heumühlgasse 9 / Schönbrunner Straße 2 (im Hof Mühlengebäude stark verändert erhalten) (1844)
- Miethaus, Wien 8, Skodagasse 17 (1846)
- Miethaus, Wien 4, Elisabethplatz 2 / Karolinengasse 18 (Anbau) (1846)
- Miethaus, Wien 4, Rechte Wienzeile 21 / Schikanedergasse 14 (als Baumeister, Pläne wahrscheinlich von Ludwig Förster und Theophil von Hansen) (1846)
- Wohn- und Geschäftshaus, Wien 1, Wollzeile 1 / Rotenturmstraße 4 (1907/08 Umbau von Ernst Gotthilf) (1848)
- Miethäuser, Wien 3, Beatrixgasse 5–7 / Ungargasse 7 (1936 durch Neubau ersetzt) (1850)
- Palais Schlick, Wien 9, Türkenstraße 25 (als Baumeister, Entwurf Carl Tietz) (1856)
- Anton Drehersches Bierlager „Schwechater Hof“, Wien 3, Landstraßer Hauptstraße 97–101 (1887–1890 Ausbauten und Veränderungen von Ferdinand Dehm und Franz Olbricht) (1858)
- Miethauskomplex, Wien 3, Ungargasse 69 / Juchgasse 67a (nicht erhalten) (1859)
- Miethaus, Wien 4, Favoritenstraße 10 / Mozartgasse 1 (Umbauten des 1798 erbauten Hauses) (1859 und 1861)